# Mineral (Illinois)
Mineral es una villa ubicada en el condado de Bureau en el estado estadounidense de Illinois. En el Censo de 2010 tenía una población de 237 habitantes y una densidad poblacional de 262,95 personas por km².

## Geografía
Mineral se encuentra ubicada en las coordenadas 41°22′57″N 89°50′11″O / 41.38250, -89.83639. Según la Oficina del Censo de los Estados Unidos, Mineral tiene una superficie total de 0.9 km², de la cual 0.9 km² corresponden a tierra firme y (0%) 0 km² es agua.

## Demografía
Según el censo de 2010, había 237 personas residiendo en Mineral. La densidad de población era de 262,95 hab./km². De los 237 habitantes, Mineral estaba compuesto por el 98.31% blancos, el 0% eran afroamericanos, el 0% eran amerindios, el 0% eran asiáticos, el 0% eran isleños del Pacífico, el 1.69% eran de otras razas y el 0% pertenecían a dos o más razas. Del total de la población el 1.69% eran hispanos o latinos de cualquier raza.